# ان‌جی‌سی ۳۶۰۷
ان‌جی‌سی ۳۶۰۷ (انگلیسی: NGC 3607) نام یک کهکشان در صورت فلکی شیر است.